# 相原美咲
相原 美咲（あいはら みさき、1995年3月27日 - ）は、日本の元グラビアアイドル、元タレント。東京都出身。元SPJ Entertainment所属。

## 略歴
2010年10月24日、撮影会に出演。芸能活動を開始。（公式では1st DVDが発売された2011年をデビュー年としている。）
2011年にデビュー。当時の所属事務所はフォース・エージェント・エンターテイメント。
2012年、『第3回ミスヤングチャンピオン2012』にてグランプリを受賞。
2018年4月、エンターマックスプロモーションに移籍。
2020年1月、エンターマックスプロモーションを退社、フリーランスに転向。
2020年7月4日、mysta主催『ミスジェニック2020』にて3位入賞。
2022年2月、グラビアアートレーベルSWEET DREAMSに所属。ディレクターとして活動する傍らグラビアを継続。写真集発売やイベントを定期的に開催し大々的に知名度を上げフォロワー数が増え始める。
2024年2月、イメージDVD『イジらないで、相原さん』の発売イベントで、翌2025年3月を以ってグラビアアイドルとしての活動を卒業することを報告した。
2025年3月30日を以って芸能界を引退したことを4月1日に自身のInstagramなどで報告した。

## 人物
- 趣味は絵を描くこと、鉱石や昆虫標本集め、1人飲み、漫画を読むこと[1]。
- 特技は魚を捌いたり美味しく調理すること、生き物が好きで何でも触れる、ペットショップで働いていたので犬猫の種類に詳しい[1]。
- 漫画とアニメが大好きで、『ドラゴンボール改』のファンでもある。

## 作品

### イメージビデオ
- MY GIRL スペシャルオムニバス（2011年1月20日、ラインコミュニケーションズ）
- JKG89（2012年1月27日、グラッソ）[12]
- JKG89 returns（2012年5月25日、グラッソ）[13]
- ミスヤングチャンピオン2012 相原美咲（2012年11月21日、イーネット・フロンティア）[14]
- ピュア・スマイル（2013年3月22日、竹書房）[15][16]
- 誘惑彼女（2013年8月31日、晋遊舎）[17][18]
- GIRLS-PEDIA（2014年5月25日、QH映像）[19]
- 誘惑上手な相原さん（2022年12月20日、ラインコミュニケーションズ）[20][21]
- 咲いたよ（2023年5月20日、ラインコミュニケーションズ）[22][23]
- Reality（2023年10月27日、竹書房）[24][25]
- イジらないで、相原さん（2024年1月30日、エアーコントロール）[26][27]
- どうかしちゃった相原さん（2024年4月20日、ラインコミュニケーションズ）[28][29]
- ひとめぼれ（2024年8月30日、竹書房）[30][31]
- 誘惑しないで、相原さん（2024年11月26日、エアーコントロール）[32][33]
- ファイナル（2025年2月10日、ラインコミュニケーションズ）[34][35]

## 出版

### 写真集
- coquettish.（2014年3月10日、KADOKAWA、撮影：サトウテツオ）ISBN 978-4047295735[36]
- SWEET DREAMS feat.相原美咲（2022年6月4日、撮影：SWEET DREAMS）※完全数量限定盤
- SWEET DREAMS feat.相原美咲 vol.2 A版（2022年8月14日、撮影：SWEET DREAMS）※完全数量限定盤
- SWEET DREAMS feat.相原美咲 vol.2 B版（2022年9月3日、撮影：SWEET DREAMS）※完全数量限定盤
- Sensational Maverick（2025年3月25日、トランスワールドジャパン）ISBN 978-4862564047

### デジタル写真集
- 17歳 現役女子高生 こんな事はじめて（2013年10月25日、アイロゴス［必撮！まるごと☆］）
- coquettish.（2014年3月24日、KADOKAWA、撮影：サトウテツオ）[37]
- 週刊GIRLS-PEDIA 015（2023年5月1日、KADOKAWA）[38]
- Adult（2023年6月23日、プレステージ出版、撮影：comeme.）[39]
- つかまえていてね。 1･2･DX（2024年12月27日、小学館［sabra net e-Book］）[40][41][42]
- 完璧スタイルお姉さん（2025年2月14日、竹書房［Bamboo e-Book］）

## 出演

### 映画
- ミスヤンチャン学園・飯田橋女子高校〜とどけ!乙女の想い〜KISS部（2013年1月30日）[43]

### テレビ番組
- 芸能人格付けチェックBASIC〜春の3時間スペシャル〜（2020年3月31日、朝日放送テレビ）- 堀尾実咲、瀬野ユリエと共にアシスタント出演[44]。
- 芸能人格付けチェック　食と芸術の秋3時間スペシャル（2021年10月5日、朝日放送テレビ）

### MV
- キュウソネコカミ 「馬乗りマウンティング」（2018年12月5日）[45]